# 유비저
유비저(Melioidosis,類鼻疽)는 말이나 당나귀의 비저(鼻疽, Glanders)와 유사하다는 뜻에서 이름 붙여진 병이다. 유비저균(Burkholderia pseudomallei)에 의해 감염된다.
유비저균에 인해 감염되는 풍토병으로 주로 호주, 중남미, 동남아시아에서 유행하고 있다. 주로 이 균에 있는 물을 마시거나 할 때 감염되고, 피부에 고름이 생겨 유비저라는 이명이 붙었다. 사람뿐만 아니라 개, 고양이, 소, 돼지 말 등의 가축도 걸릴 수 있다.

## 상세
주로 남아시아, 호주, 중남미 지역에 유행하며, 폐렴이나 패혈증 발생 시 치사율이 무려 40%에 이른다. 주로 토양에 서식하는 유비저균에 감염되어 나타나며, 잠복기는 1일에서 수십 년까지 다양하다.
주로 유비저균은 물에 서식하므로 그 물을 마시거나, 그 물에 상처가 닿거나 하는 방식으로 감염된다. 한국에는 총 9명이 감염되어 4명이 사망하였다. 대표적인 인물로 코미디언 박용식이 있다. 최근에는 기존에 풍토병이던 지역 외의 다른 나라에도 퍼지고 있다.

## 증상
보통 1~21일의 잠복기를 거쳐 열, 기침, 근육통 등의 감기 증상이 동반된다. 주로 폐렴이나 패혈증을 일으켜 사망하게 된다.

## 치료 및 예방
유비저균에 감염이 의심되면 가래, 소변, 혈액검사로 확인 후 확진한다.
급성 유비저인 경우엔 치료할 틈도 없이 죽게 되는 것이 다반사이며, 만성유비저는 수술로 고름을 제거한 후, 술폰아미드와 같은 항생제 치료를 받으면 거의 완치된다
예방백신은 아직 없으며, 감염을 예방하기 위해서는 열대지역 여행 시 물을 자주 끓여 먹고, 비가 오고 난 뒤의 물웅덩이는 피해야 한다.
또한 유비저 발생 국가에는 맨발로 다니지 않고, 면역력이 낮은 어린이, 노약자, 만성질환자, 임산부는 유비저 발생국가의 여행을 자제해야 한다.